# Heinersdorf (Schwedt/Oder)
Heinersdorf ist mit 626 Einwohnern (31. Dezember 2021) auf einer Gemarkungsfläche von 24,43 km² ein Ortsteil der Stadt Schwedt/Oder im Landkreis Uckermark in Brandenburg.

## Geografie
Heinersdorf liegt am Rande des Welse-Urstromtales, etwa sechs Kilometer nordwestlich des Schwedter Stadtkerns. Westlich und südlich von Heinersdorf bestimmen weite Felder die Landschaft, nördlich und östlich breitet sich das ca. 20 km² große Waldgebiet der Kavelheide aus.

## Geschichte

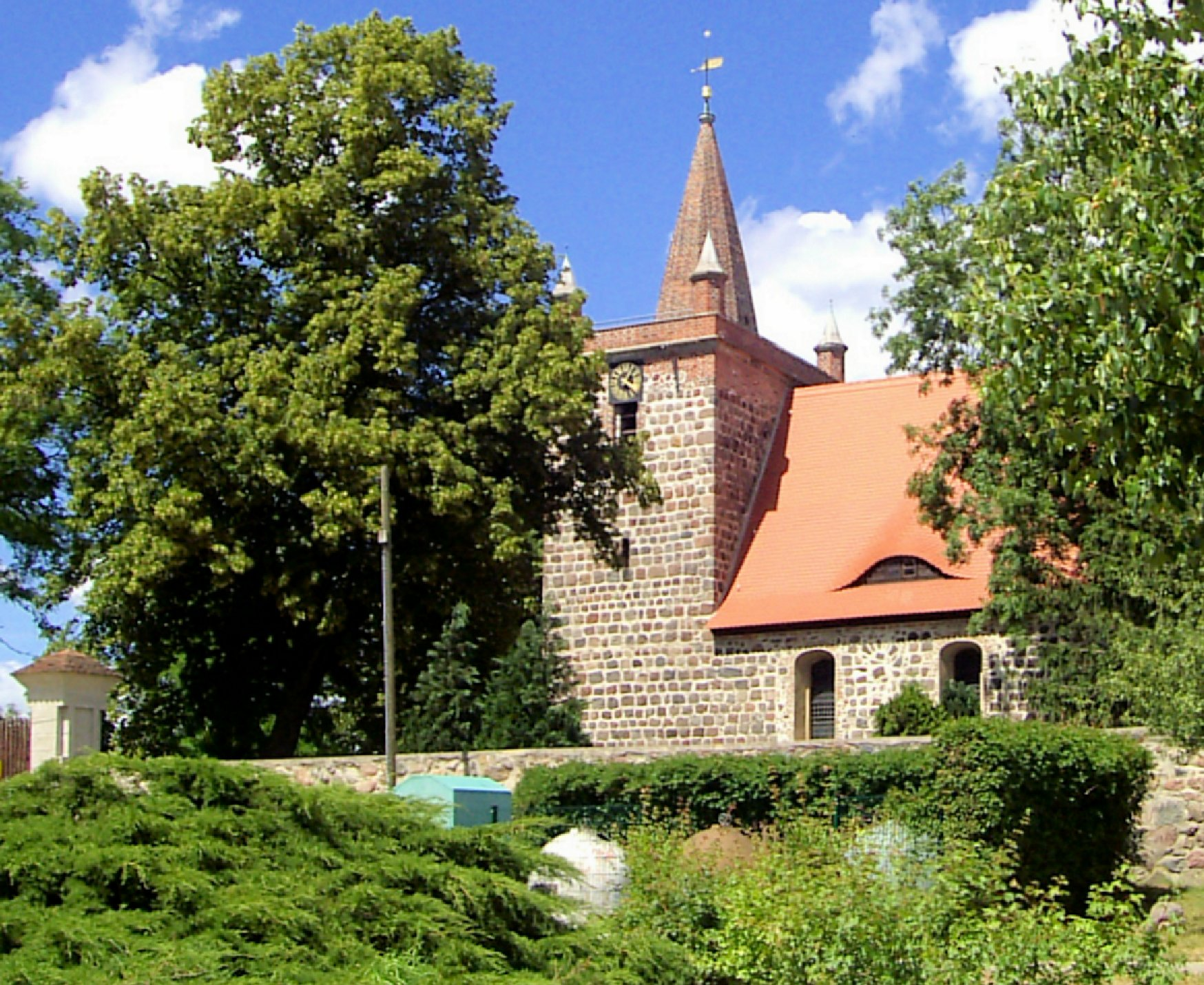
Dorfkirche Heinersdorf

1313 wurde Heinersdorf erstmals als Henricksdorf im Kopialbuch des Klosters Marienwalde in der Neumark erwähnt. Der Name stammt wahrscheinlich von einem Lokator namens Heinrich.
Nach Besitzstreitigkeiten im Grenzgebiet zu Pommern kam Heinersdorf 1472 endgültig zur Mark Brandenburg. Der Heinersdorfer Gutshof wechselte oft seine Besitzer. Die zwei im Ort befindlichen Rittersitze wurden 1624 an die Stadt Schwedt abgetreten.
In der Zeit des Dreißigjährigen Krieges kam es wie in der gesamten Uckermark auch in Heinersdorf zu Brandschatzungen und Plünderungen, selbst die Kirche brannte aus.
Für das Jahr 1740 ist erstmals der Kartoffelanbau in Heinersdorf belegt. Um diese Zeit kommt auch der Tabakanbau in die östliche Uckermark.
1781 wurde das Dorf von einer Ruhrepidemie, 1849 von der Cholera heimgesucht; 1865 brach Typhus aus.
An der 1873 erbauten Bahnlinie Angermünde-Schwedt wurde 1888 an der Straße nach Berkholz das Heinersdorfer Bahnhofsgebäude errichtet. Die Freiwillige Feuerwehr Heinersdorf wurde 1924 gegründet.
Nach dem Zweiten Weltkrieg wurde der Großgrundbesitz enteignet und das Land an Neubauern verteilt. 90 Landwirtschaftsbetriebe (darunter 50 Neubauernhöfe) bewirtschafteten eine landwirtschaftliche Nutzfläche von 1.400 Hektar. 1960 war die Kollektivierung der Landwirtschaft mit der Bildung zweier LPGen abgeschlossen. Im Waldgebiet einen Kilometer nordöstlich von Heinersdorf entstand ab 1958 das Erdölverarbeitungswerk Schwedt (die heutige PCK Raffinerie GmbH), 1965 südlich von Heinersdorf das Erdöl-Tanklager der heutigen Mineralölverbundleitung GmbH Schwedt. Während dieser Zeit herrschte am Bahnhof Hochbetrieb, hier wurden vor allem Baumaterialien entladen.
1969 existierten in Heinersdorf ein Konsum-Kaufhaus, ein Kindergarten und eine Kinderkrippe. Die HO-Gaststätte „Heinersdorfer Krug“ in der Dorfmitte schloss 1990 ihre Pforten. Am 1. Januar 1974 wurde die Gemeinde Heinersdorf in den Stadtkreis Schwedt eingegliedert und war bis 1993 einziger Ortsteil Schwedts.
Die Kirche wurde 1982 bis 1987 renoviert und eine Orgel eingebaut. Die Finanzierung übernahmen ausschließlich Heinersdorfer Bürger. Nach den politischen Umwälzungen 1989/1990 wurden das Gemeindehaus und das denkmalgeschützte Pfarrhaus aus dem 18. Jahrhundert rekonstruiert sowie 1998 ein neues Feuerwehrhaus eingeweiht. Das 1794/1795 nach Plänen des Schwedter Landbaumeisters Georg Wilhelm Berlischky erbaute schlossartige Amtshaus wurde im Januar 2004 abgerissen, nachdem es seit 1990 leergestanden hatte.

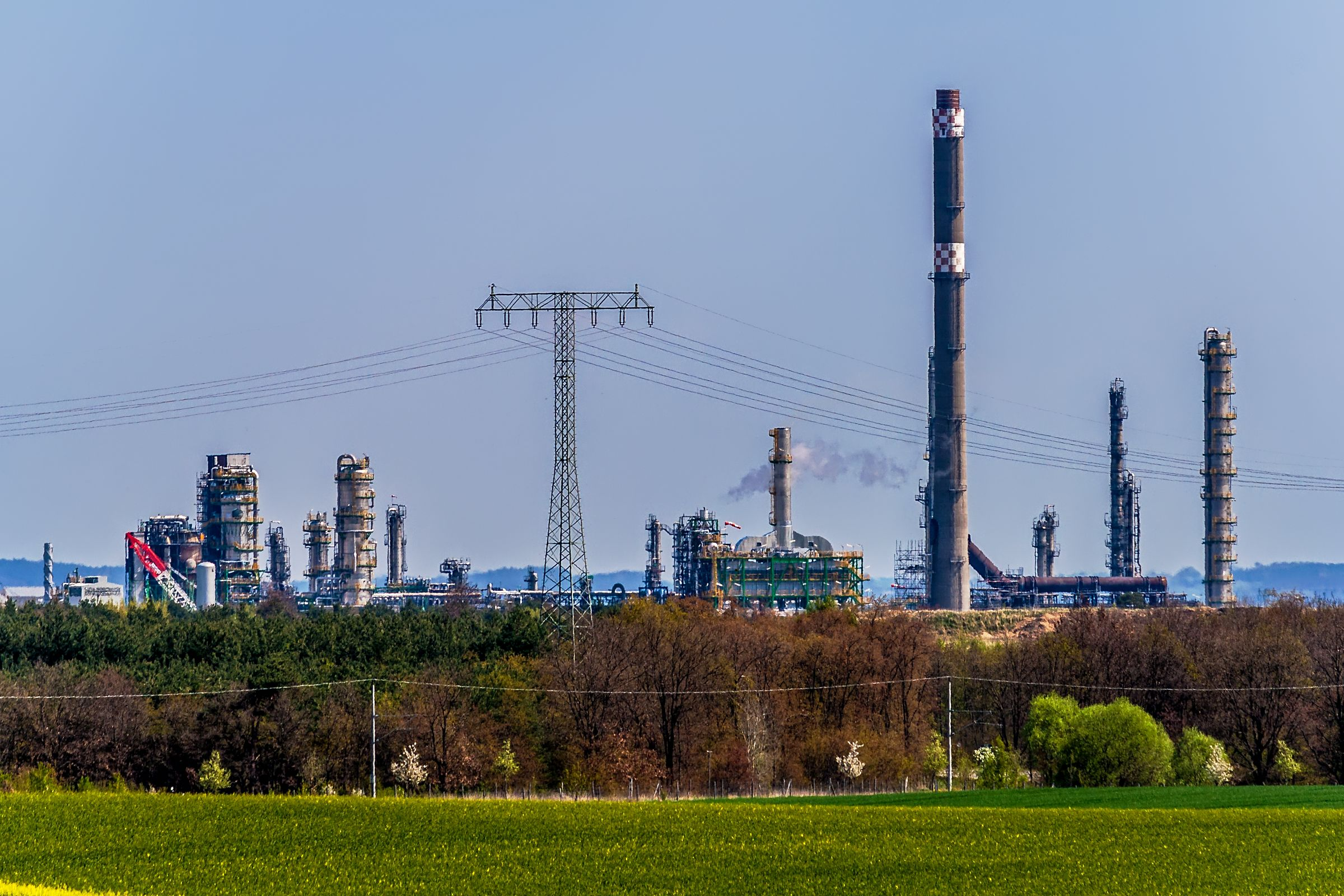
Heinersdorf vor der Kulisse der PCK-Raffinerie

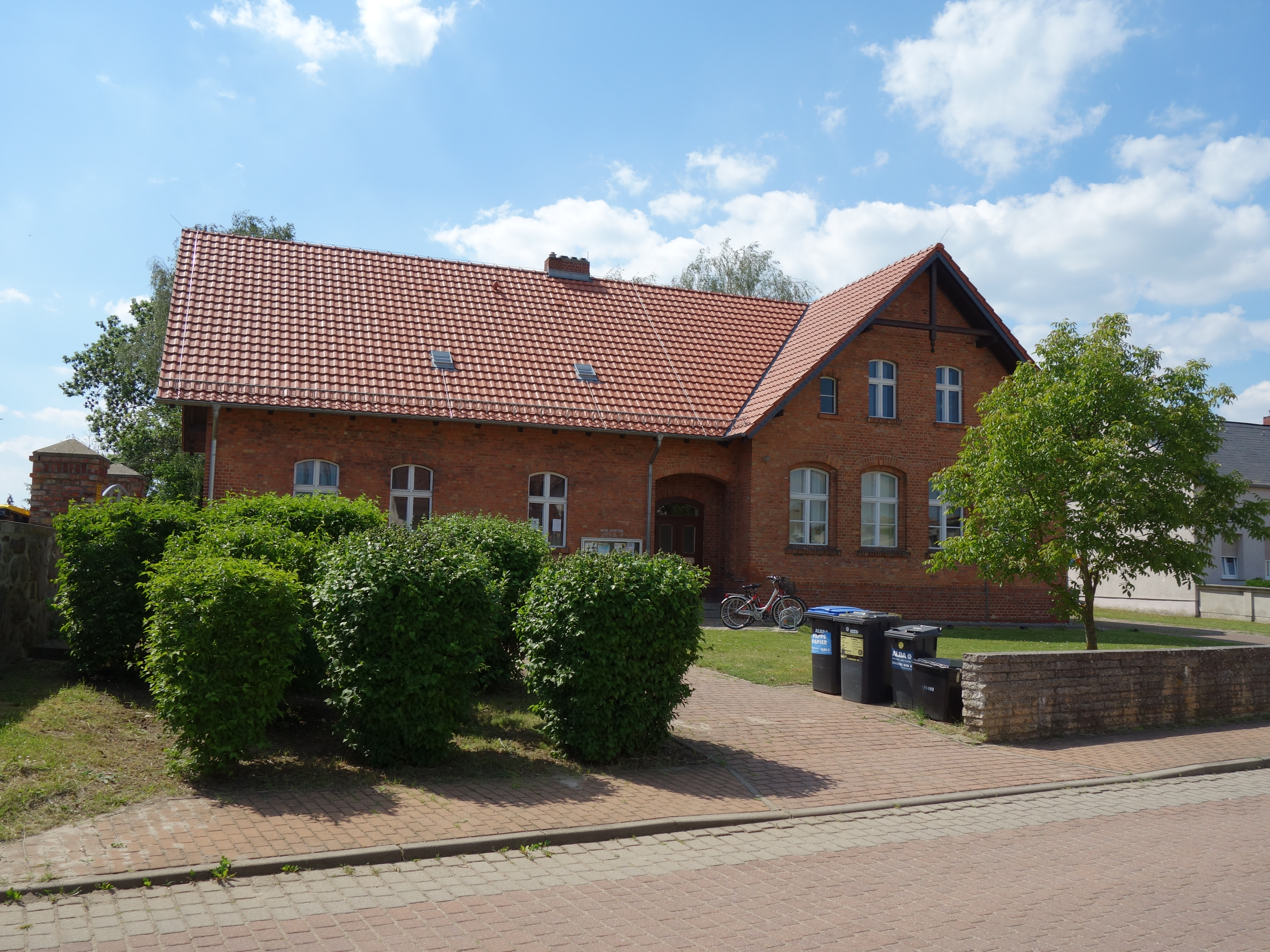
Alte Schule Heinersdorf

### Einwohnerentwicklung
- 1774 - 268
- 1964 - 770
- 1974 - 620
- 2006 - 695
- 2020 - 633

## Regelmäßige Veranstaltungen
Der Tanz in den Mai, das Sportfest im Sommer sowie das Erntedankfest im September sind die kulturellen Höhepunkte des Dorfes, die vom HSV, dem Heinersdorfer Sportverein organisiert werden.

## Belege
1. ↑  Stadt Schwedt/Oder - Pressestelle: Ortsteil Heinersdorf | Stadt Schwedt/Oder. 20. Dezember 2022, abgerufen am 30. Dezember 2022.
2. ↑  Gemeinden 1994 und ihre Veränderungen seit 01.01.1948 in den neuen Ländern, Verlag Metzler-Poeschel, Stuttgart, 1995, ISBN 3-8246-0321-7, Herausgeber: Statistisches Bundesamt
3. ↑  Geschichtsabschnitte auf www.schwedt-heinersdorf.de/